# Toad (Nintendo)
Toad (キノピオ Kinopio?) es un personaje ficticio de los videojuegos de la franquicia de Mario. Creado por el diseñador de videojuegos japonés, Shigeru Miyamoto, Toad es representado como un ciudadano del Reino Champiñón y es uno de los asistentes más fieles de la Princesa Peach; trabajando constantemente en su favor. Es generalmente visto como un personaje no jugador (PNJ), que brinda asistencia a Mario y sus amigos en la mayoría de los juegos, pero hay momentos en que Toad toma el centro del escenario y aparece como el protagonista, como se ve en Super Mario Bros. 2, Wario's Woods, Super Mario 3D World y Captain Toad: Treasure Tracker.
Aunque Toad es el nombre de un individuo, también se refiere a una especie entera (así como Yoshi y Birdo). Sin embargo, en Japón, el nombre de la especie es a veces llamado Kinoko-zoku (キノコ族?), literalmente "Mushroom People" (Gente Champiñón) que es un nombre alternativo utilizado en primeras localizaciones, junto con "Mushroom Retainers". En otras palabras, Toad (Kinopio) es un miembro de los Toads (Kinopios/Mushroom People). En la franquicia de Mario, también hay algunos otros personajes Toads (por ejemplo: Toadette, el Maestro Kinopio, Toadbert y Toadiko). El punto común de la mayoría de los Toads es su tradicional cabeza grande de champiñón y su chaleco.
Los Toads generalmente interpretan un papel auxiliar en la franquicia de Mario y sus juegos de acción, como el Maestro Kinopio en Super Mario Sunshine y la asociación Toad Brigade (Brigada Toad) en Super Mario Galaxy, mientras que los alienígenas Shroobs representan una versión malvada de los Toads y del Reino Champiñón en general. Asimismo, los Toads también interpretan el papel de héroes en algunos juegos. Este caso incluye los dos Toads (amarillo y azul) que fueron incluidos como personajes jugables, junto con Mario y Luigi en New Super Mario Bros. Wii. Los dos Toads (amarillo y azul) regresan como personajes jugables en New Super Mario Bros. U, así como New Super Luigi U. El mismo Toad (en una paleta azul en referencia a su sprite original de Super Mario Bros. 2) regresa como uno de los personajes jugables en Super Mario 3D World.

## Los Toad
Son los habitantes del Reino Champiñón. Su característica principal es sus grandes cabezas de seta de diversos colores y su gran habilidad para organizar fiestas (como en Mario Party 4, donde al lado de Goomba, Koopas, Boos y Shy Guys organizaron la fiesta).
Son gente de actitud pacífica, que le guarda un gran cariño y respeto a la Princesa Peach.

## Tipos de Toads
En el castillo de la princesa Peach, así como en el Reino Champiñón, se pueden observar muchos Toads, y aunque se parecen mucho, sus naturalezas son muy diferentes. Los Toads se clasifican en 3 tipos:
- Los ciudadanos, que pasean de vez en cuando.
- Los sirvientes, que estiman mucho a Peach y que son de colores diferentes, según sus cargos.
- Los del Reino Judía, que viven en Lili-Champiñón. Se caracterizan por ser una gente muy sabia y con mucha cultura.

Y hay de los siguientes colores:
- Toad Verde
- Toad Rojo
- Toad Azul
- Toad Amarillo
- Toad Rosa
- Toad Rojo, sombrero con manchas rojas en  forma de champiñón, chaleco azul con borde dorado, prenda blanca a un calzoncillo o pañal y zapatos café. Este es el Toad original.

## Toad Toadstool
Es el más famoso de los habitantes del Reino Champiñón y consejero de la Princesa Peach (y después le sigue Mario, Luigi y el Maestro Kinopio). 
Según la película Super Mario Bros. (1993), es un chico normal que tocaba la armónica, hasta que el Rey Koopa lo transformó en un Goomba, que posteriormente salva a la Princesa Daisy. Se cree que luego es transformado en lo que se supone que es un Toad, aunque no se sabe cómo. Esta conclusión deja una duda en que si Toad es una especie de sirvientes de la Princesa Peach o uno solo en concreto.

## Apariciones
- Super Mario Bros.: Toad hizo su primera aparición en Super Mario Bros. Al final de los 7 primeros castillos, pronunciaba su ya famosa frase "Gracias Mario, pero nuestra princesa está en otro castillo".

- Super Mario Bros. 2: Tras Super Mario Bros., participó en la versión americana de Super Mario Bros. 2 como personaje jugable, junto a Mario, Luigi y Peach. Su velocidad era buena, pero su salto dejaba mucho que desear.

- Super Mario Bros. 3: En esta ocasión, se encargaba de los minijuegos "Las Casetas de Power-Ups" y "Las Barajas de Naipes". También aparecía en los castillos informándonos de lo que le ocurrió a cada gobernante.

- Super Mario 64: Aparecen varios Toads en el interior del castillo de Peach. Algunos de ellos tienen estrellas de poder que dan energía al castillo.

- Saga Mario Party: Desde la primera hasta la cuarta parte de esta saga, aparece como personaje no jugable, de hecho, él empieza con la fiesta en Mario Party, ya que organiza a sus amigos para saber quien será la próxima súper estrella. Encargado de explicar los minijuegos, de vender estrellas y objetos (ítems). Desde Mario Party 5 en adelante (con excepción de Mario Party Advance) aparece como personaje jugable.

- Luigi's Mansion: Aparecen algunos Toads en la mansión. Luigi puede hablar con ellos para poder guardar los datos del juego.

- Mario vs. Donkey Kong: Ellos se encargan de fabricar los MiniMario. Al final del juego son secuestrados por Donkey Kong, teniendo que rescatarlos el propio Mario.

- Mario Superstar Baseball: Es personaje jugable desde un principio. Presenta alta velocidad pero decae en lanzar, no tiene poder especial (cambio por estrella).

- Mario Strikers Charged: Aparece como personaje jugable en el equipo del jugador o del rival.

- Super Mario Sunshine: Aparecen algunos Toad jugables en el avión de la introducción y en la Plaza Delfino.

- Super Mario Galaxy: Aparece un equipo de Toads que ayuda en el rescate de las estrellas perdidas. Se hacen llamar "Escuadrón Toad" y Estela/Rosalina les regala su propia nave para viajar junto con Mario.

- Mario Kart: Como personaje jugable, se trata de un corredor de peso ligero. Ha estado presente en todos los juegos de la saga. Cuenta con circuitos propios, como Circuito Toad en Mario Kart 7 y Puerto Toad y Autopista Toad en Mario Kart 8.[4]

- Saga Mario y Luigi y Paper Mario: Los toads aparecen paseando por los escenarios y es posible interactuar con ellos para que entreguen objetos o den consejos.

- Mario Power Tennis y Mario Tennis: Ultra Smash: Aparecen varios Toads en público y la introducción. También como personaje jugable (una vez desbloqueado). Por otra parte, en Mario Tennis: Ultra Smash aparece como un personaje jugable desde el principio.

- Super Smash Bros.: Toad aparece como un movimiento de Peach. Sirve como contraataque, mostrando la forma en que defiende a su princesa.[5] También viene representado como trofeo.

- Super Mario 3D Land: Se encarga de dar Power-Ups a Mario o Luigi dentro de un paquete.

- New Super Mario Bros. Wii: En este juego Mario debe rescatar algunos Toads que en ciertos niveles han sido secuestrados. Si Mario logra llegar con un Toad a la meta se desbloqueará una casa Toad que puede variar. Además los Toads Amarillo y Azul son personajes jugables.

- New Super Mario Bros. U: Toad es un personaje jugable junto con Mario, Luigi y los Miis.

- Super Mario 3D World: En algunos niveles Toad aparece muy tímido por sus enemigos, por lo que si Mario logra derrotar a aquellos enemigos, recibirá como recompensa una estrella verde. Toad también aparece en mini-niveles donde necesita ser controlado para recoger estrellas verdes esparcidas dentro del nivel; en estas ocasiones, Toad no puede dar saltos.

- Captain Toad: Treasure Tracker: El capitán del "Escuadrón Toad" de Super Mario Galaxy aparece en su propio juego, junto con Toadette, siendo un spin-off de un minijuego que aparece en Super Mario 3D World.

- Mario y Sonic en los juegos olímpicos: Aparece como personaje no disponible a modo de espectador.

- Mario Kart Tour: Es uno de los tres personajes iniciales del juego (las otras son Toadette y Peachette); es un personaje singular, su habilidad especial es el Trio de Champiñones Turbo. También aparecen otras variantes de Toad como "Toad Boxes" que entra a partir de la temporada de Paris (2019) como personaje singular, su habilidad especial es la Flor Bumerán. Para la temporada de Año Nuevo aparece Toad "Fiesta" como personaje megasingular, su habilidad especial es el Cañón de Champiñones Turbo. En la temporada X aparece un Toad Azul conocido como Toad "Constructor"; es un personaje megasingular y su habilidad especial es el Cañón Bob-omba. Para la temporada Felina aparece Toad Felino, es un personaje megasingular, su habilidad especial es la Súpercampana. En la temporada nevada debuta Toad Pingüino, es un personaje megasingular, su habilidad especial es el Aro Turbo. Y en las temporadas de Toad vs Toadette y Pingüino aparecen otros dos Toads "Boxes" colores amarillo y celeste. Son personajes singulares y sus habilidades especiales son el Plátano gigante y la Flor de Hielo. Ambos son exclusivos de temporada.

## En otros medios
Toad fue interpretado por Keegan-Michael Key en la adaptación cinematográfica de 2023. Mantiene su lealtad a la Princesa Peach, pero ahora lleva un atuendo relacionado con el Capitán Toad, que incluye una mochila y un bastón. Él es el primero en conocer a Mario cuando llega al Reino Champiñón y lo ayuda a encontrar a su hermano, Luigi.